# San José Ixtapa
San José Ixtapa är en ort i Mexiko.   Den ligger i kommunen Zihuatanejo de Azueta och delstaten Guerrero, i den södra delen av landet, 300 km sydväst om huvudstaden Mexico City. San José Ixtapa ligger 14 meter över havet och antalet invånare är 8 698.
Terrängen runt San José Ixtapa är kuperad österut, men västerut är den platt. Havet är nära San José Ixtapa åt sydväst. Runt San José Ixtapa är det ganska tätbefolkat, med 78 invånare per kvadratkilometer. Närmaste större samhälle är Zihuatanejo, 9,7 km sydost om San José Ixtapa. Omgivningarna runt San José Ixtapa är en mosaik av jordbruksmark och naturlig växtlighet.